# 800
Раннє Середньовіччя. Заснування Франкської імперії. Почалася Епоха вікінгів. У Східній Римській імперії триває правління Ірини Афінської.  Імператор Заходу Карл Великий править Франкським королівством. Північ Італії належить Франкському королівству, Рим і Равенна під управлінням Папи Римського, герцогства на південь від Римської області незалежні, деякі області на півночі та на півдні належать Візантії.  Піренейський півострів окрім Королівства Астурія займає Кордовський емірат. В Англії триває період гептархії. Центр Аварського каганату лежить у Паннонії. Існують слов'янські держави: Карантанія, як васал Франкського королівства, та Перше Болгарське царство.
Аббасидський халіфат очолює Гарун ар-Рашид. У Китаї править династія Тан. В Індії почалося піднесення імперії Пала. В Японії триває період Хей'ан. Хозарський каганат підпорядкував собі кочові народи на великій степовій території між Азовським морем та Аралом. Територію на північ від Китаю займає Уйгурський каганат.
На території лісостепової України в VIII столітті виділяють пеньківську й корчацьку археологічні культури. У VIII столітті продовжилося швидке розселення слов'ян. У Північному Причорномор'ї співіснують різні кочові племена, зокрема булгари, хозари, алани, авари, тюрки, угри, кримські готи.

## Події
- Король франків та лангобардів Карл Великий почав організацію захисту атлантичного узбережжя від вікінгів.
- У листопаді Карл Великий прибуває в Рим і очолює суд над Папою Римським Левом III, якого звинувачували в різних злочинах, зокрема в перелюбстві. Суд виправдав Папу після того, як він поклявся в невинності на Євангелії.
- 25 грудня у Римі Папа Лев III коронував франкського короля Карла Великого Римським імператором. Відтоді його повний титул звучав так: «Карл наймилостивіший, величний, Богом коронований, великий миротворець, Римської імперії правитель і милістю Божою король франків і лангобардів». Урочистості з цієї нагоди відбулись у базиліці св. Петра, і сам папа, стоячи на колінах, привітав імператора. Карл став другим, після візантійського імператора, хто прийняв цей високий титул.
- За словами біографа Карла Великого Ейнгарда, імператора Карла розізлили слова Папи на церемонії про те, що влада йде від Бога через посередників, а не від народу.
- Патріах Єрусалимський визнав Карла Великого захисником Святої Землі й послав йому ключ від Гробу Господнього.
- Папа Римський Лев III коронував Карла Юного королем Нейстрії.
- Людовик Благочестивий здійснив похід в Іспанію. Всупереч обіцянці емір Барселони воріт йому не відкрив. У Людовика не було достатньо сил для облоги, тому франки захопили Леріду й сплюндрували околиці Уески.
- Емір Кайруана Ібрагім ібн аль-Аглаб заснував династію Аглабідів.
- Ірландські ченці створюють Келлську книгу.